# Xanthidium pseudobengalicum
Xanthidium pseudobengalicum là một loài Song tinh tảo trong họ Desmidiaceae, thuộc chi Xanthidium.